# Jagodno (Elbląg)
Jagodno (früher Gutsbezirk Wogenab bzw. poln. Jagodna) ist eine Siedlung in der polnischen Woiwodschaft Ermland-Masuren. Jagodno gehört zur Landgemeinde Elbląg (deutsch: Elbing) im Landkreis Elbląski.

## Lage
Der Ort liegt im Norden Polens etwa 14 km nördlich von Elbląg und 90 km nordwestlich von Olsztyn (Allenstein) an der Landstraße Nr. 503. Die seit 2006 nicht mehr regelmäßig befahrene ausgesetzte Bahnstrecke Elbląg–Braniewo (Haffuferbahn) führt an Jagodno vorbei.

## Geschichte
Nach dem Zusammenbruch des Ordensstaats gehörte das Elbinger Gebiet seit 1466 zu Polnisch-Preußen unter der Schutzherrschaft der Krone Polens. Durch die Erste Teilung Polens 1772 wurde es bis einschließlich 1919 Teil der Provinz Westpreußen. Als nach dem Ersten Weltkrieg im Januar 1920 die Bestimmungen des Versailler Vertrags in Kraft traten, wurden die Gebiete östlich der Weichsel als Regierungsbezirk Westpreußen an das benachbarte Ostpreußen angegliedert.
In den Jahren 1975 bis 1998 gehörte der Ort administrativ zur Woiwodschaft Elbląg. Der alte Hafen von Jagodna, als Teil des Frischen Haffs, taucht offiziell nicht in der Liste der Maritimen Behörde auf. Da er in einem Vogelschutzgebiet liegt, sei das Amt nicht an einem Betrieb des Hafens für kleinere Segelschiffe oder Yachten interessiert.

## Persönlichkeiten
- Ludwig August Kähler (1775–1855, † in Wogenab), Theologe und Schriftsteller
- Hilmar Schmidt von Schmidtseck (1863–1912, * auf Gut Klein Wogenab), deutscher Verwaltungsjurist und Landrat
- Walter Schmidt von Schmidtseck (1865–1945, * auf Gut Klein Wogenab), preußischer Generalleutnant